# Desmophyllum striatum
Desmophyllum striatum är en korallart som beskrevs av Stephen D. Cairns 1979. Desmophyllum striatum ingår i släktet Desmophyllum och familjen Caryophylliidae. Inga underarter finns listade i Catalogue of Life.